# Australoheros kaaygua
Australoheros kaaygua är en fiskart som beskrevs av Casciotta, Almirón och Luis Diego Gómez 2006. Australoheros kaaygua ingår i släktet Australoheros och familjen Cichlidae. Inga underarter finns listade.